# Telebasis coccinea
Telebasis coccinea là một loài chuồn chuồn kim trong họ Coenagrionidae.
Telebasis coccinea được Selys miêu tả khoa học năm 1876.